# Palmira Cristina Marçal
Palmira Cristina Marçal (Reserva, 20 maggio 1984) è una cestista brasiliana.

## Carriera
Con il Brasile ha disputato i Giochi olimpici di Rio de Janeiro 2016, i Campionati mondiali del 2010 e due edizioni dei Campionati americani (2009, 2011).